# 輻透
輻透（英文phot，符號ph）是光度學所用的照度單位，也就是單位面積內通過的光通量。
輻透並不是國際單位制的標準單位，而是舊式CGS單位制的單位。名詞phot是André Blondel在1921年創造的。
在公制單位中：
{\displaystyle 1\ \mathrm {phot} =1\ {\frac {\mathrm {lumen} }{\mathrm {centimeter} ^{2}}}=10,000\ {\frac {\mathrm {lumens} }{\mathrm {meter} ^{2}}}=10,000\ \mathrm {lux} =10\ \mathrm {kilolux} }
公制量綱：
照度 = 發光強度 × 立體角 / 長度2

## 另見
- 照度
- 流明
- 勒克斯
- 光度學
- 光